# Tom Canty (ilustrador)
Thomas "Tom" Canty (nacido en 1952) es un ilustrador y diseñador de libros estadounidense en el campo de la literatura fantástica.

## Carrera
Canty fue un pionero en el estilo "nuevo romántico" en la pintura, influenciado por artistas del siglo XIX como Alphonse Mucha, Gustav Klimt, y los pre-rafaelitas. Sus cuadros figuran cada año en las portadas de los volúmenes ganadores de los premios fantásticos y de terror más importantes, así como en un número importante de otros libros en el terreno fantástico y de otro tipo, como las series Elric de Melniboné, de Michael Moorcock, y Keltiad, de Patricia Kennealy.
Ha trabajado como director artístico y diseñador para Donald M. Grant, Publisher, y colaborado en muchos proyectos con el editor y escritor Terri Windling, como las series Fairy Tales (Ace Books y Tor Books) y Snow White, Blood Red (Avon). Su poema A Monster at Christmas fue publicado por Grant en 1985. 
Canty es también conocido por haber sido el portadista regular de la serie de cómics, publicada por DC Comics / Vértigo, Hellblazer en 1991 y 1992, durante la primera época de la estancia del guionista Garth Ennis en la serie (números 41 al 50).
Canty ha ganado dos World Fantasy Awards al mejor dibujante, entre otros premios. Su obra se ha expuesto en la Society of Illustrators gallery de Nueva York, así como en museos y galerías alrededor de los Estados Unidos. Es miembro de The Endicott Studio.